# Pitogo (Zamboanga del Sur)
Pitogo ist eine philippinische Stadtgemeinde in der Provinz Zamboanga del Sur. Sie hat 27.057 Einwohner (Zensus 1. August 2015).

## Baranggays
Pitogo ist politisch in 15 Baranggays unterteilt.
- Balabawan
- Balong-balong
- Colojo
- Liasan
- Liguac
- Limbayan
- Lower Paniki-an
- Matin-ao
- Panubigan
- Poblacion (Pitogo)
- Punta Flecha
- San Isidro
- Sugbay Dos
- Tongao
- Upper Paniki-an